# Britt Nichols
Britt Nichols, pseudonimo di María do Carmo Ressurreição de Deus (Guarda, 29 maggio 1950), è una modella e attrice portoghese attiva all'inizio degli anni settanta.
Dopo aver abbandonato il cinema, è diventata una modella e presentatrice televisiva molto famosa in Argentina.

## Biografia
Cresciuta in una famiglia povera di otto fratelli, molti dei quali morirono in tenera età, mosse i primi passi nel mondo dello spettacolo ancora ragazza come danzatrice folklorica. All'età di 17 anni fu scoperta da Vasco Morgado, proprietario di cinque teatri, che la fece debuttare al Teatro Monumental.
Dopo aver vinto il concorso di Miss Portogallo, Britt Nichols fece la sua prima fulminea apparizione cinematografica in Le tombe dei resuscitati ciechi di Amando de Ossorio. Tra il 1971 e il 1972, sulle coste del Portogallo, girò sette film con il regista spagnolo Jesús Franco, in particolare interpretando il ruolo di protagonista in La fille de Dracula (1972).
Nello stesso periodo lavorò nel campo della pubblicità, per la televisione portoghese. Fu proprio sul set di uno spot pubblicitario che nel 1972 conobbe il suo futuro marito, il calciatore argentino Héctor Yazalde, detto Chirola (scarpa d'oro nella stagione 1973-74 nello Sporting Lisbona), che sposò a Buenos Aires il 16 luglio 1973 e da cui ebbe un figlio.
La gelosia del marito la costrinse tuttavia ad abbandonare il set, rifiutando tra l'altro la proposta di Roman Polański che - a quanto racconta Jesús Franco - l'avrebbe voluta come protagonista di Che?, nel ruolo in seguito assegnato a Sydne Rome.
Quando Chirola lasciò definitivamente i club europei, Carmen lo seguì in Argentina, dove intraprese una fortunata e straordinariamente longeva carriera di modella, cambiando il suo nome in Carmen Yazalde. In seguito diventò un noto personaggio della televisione argentina.
Separatasi dal marito e vedova dal 1997, oggi Carmen Yazalde, pur ricordando con piacere la sua esperienza nel cinema, preferisce non parlare in pubblico di Britt Nichols e dei film erotici che girò in gioventù.

## Filmografia
- Le tombe dei resuscitati ciechi, regia di Amando de Ossorio (1971)
- Jungfrauen-Report, regia di Jesús Franco (1971)
- Robinson und seine Wilden Sklavinnen, regia di Jesús Franco (1971)
- Une vierge chez les morts vivants, regia di Jesús Franco (1971)
- Dracula prisonnier de Frankenstein, regia di Jesús Franco (1971)
- Los amantes de la isla del diablo, regia di Jesús Franco (1972)
- La fille de Dracula di Jesús Franco (1972)
- Les expériences érotiques de Frankenstein, regia di Jesús Franco (1972)
- Les démons, regia di Jesús Franco (1972)
- Quel ficcanaso dell'ispettore Lawrence, regia di Juan Bosch (1974)